# 알현실

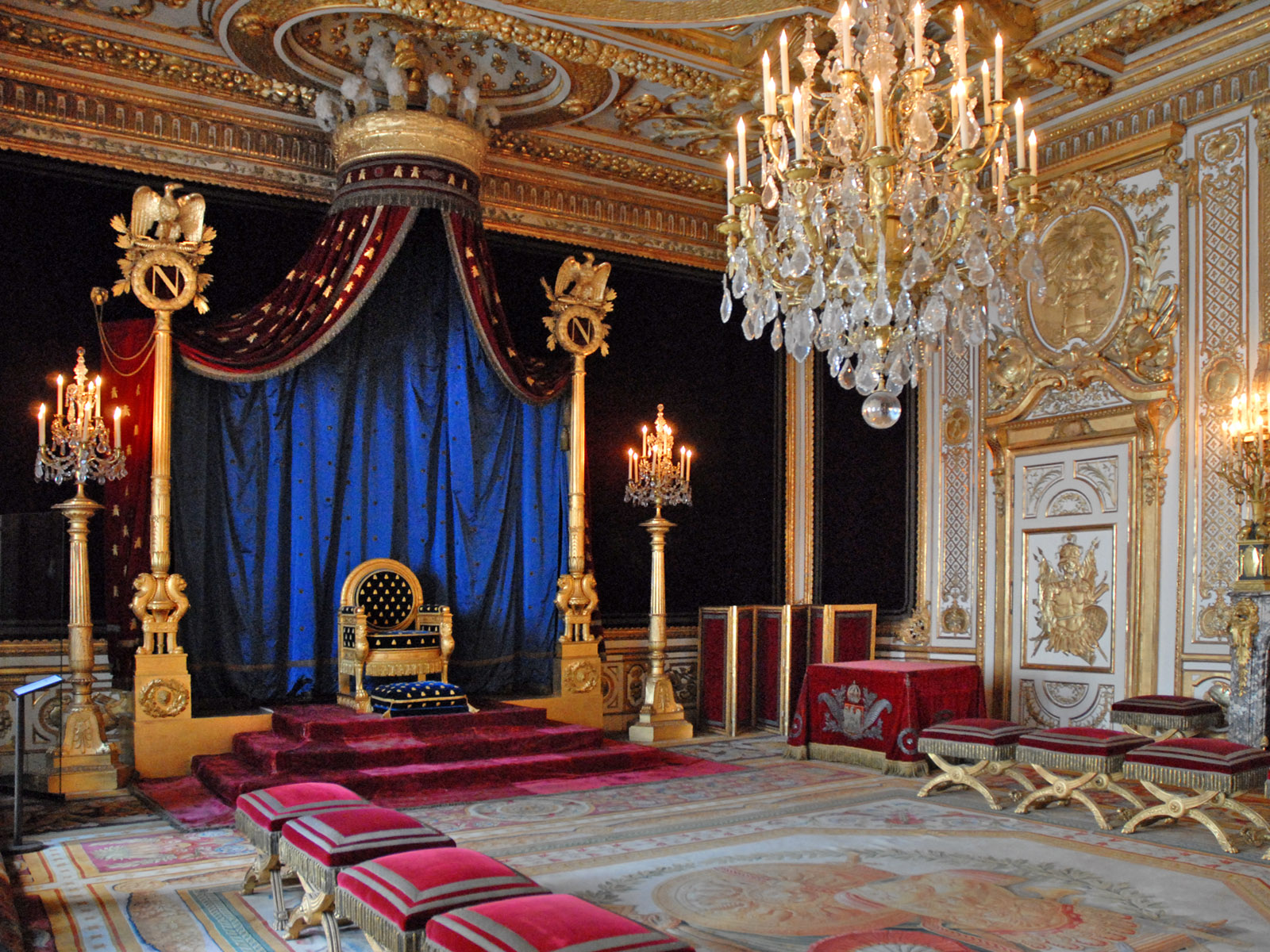
퐁텐블로궁의 알현실

알현실(謁見室, 영어: Throne room)은 왕실의 공식 거주지인 궁전이나 요새화된 성에 있는 방으로, 종종 홀 형태를 띠며, 고위 인물(대개 군주)의 어좌가 화려하게 설치된 곳이다. 어좌는 대개 높이 솟아 있으며, 종종 계단이 있고, 천개 아래에 놓이는데, 이 두 가지는 그리스어 단어 'thronos'의 원래 개념의 일부이다.

## 기능
알현실은 군주가 공식 의식을 '위엄 있게' 주재하고, 회의를 열고, 알현을 허락하고, 경의를 표하고, 높은 명예와 직책을 수여하며, 기타 공식 기능을 수행하는 인상적인 장소이다. 이 중 어느 것도 다른 하나 이상의 방으로, 심지어 궁전 밖이나 이동식으로도 영구적으로 이전될 수 있다. 이곳은 궁정이 모이는 장소일 수도 있다.
흔히 오해되는 사실 중 하나는 왕과 다른 통치자들이 대부분의 업무 시간 동안 어좌에 앉아 그들의 영토를 다스렸다는 것이다 이는 실제로 의회를 주재했던 일부 통치자에게는 사실이었을 수 있지만, 종종 평시에 다른 방을 사용하기도 했다.
수많은 군주들은 거의 끊임없이 이동하는 궁정과 함께 움직였다. 노르만 정복 이전의 대부분의 시기 동안 잉글랜드처럼 왕실이 효과적인 수도를 가지고 있지 않았을 수도 있다. 또는 신성 로마 황제들이 그랬듯이, 왕실이 오히려 일련의 대안적인 거주지를 가지고 있었을 수도 있다. 그들의 경우, 합스부르크 왕조가 독일과 오스트리아 외부에 광범위한 왕실 영지를 획득하면서 이들은 궁정백령으로 발전했고, 그들의 궁정은 종종 거의 대륙 규모로 이동했다.
다른 군주국들은 자주 수도를 변경했지만, 그들은 즉위 및 대관식에 사용되는 영구적인 어좌 외에 이동식 어좌를 사용했을 것이다. 아프리카와 아시아에는 '수도'의 이름 자체가 고정된 장소가 아니라 왕이 몇 년 동안 머물렀던 곳을 의미했던 경우가 있다. 일부 기후에서는 궁정이 여름 수도와 겨울 수도 사이를 매년 이동했다. 실용적인 이유 없이 꽤 많은 시간을 보조 거주지, 특히 사냥 별장에서 보내는 것도 흔했다.
수도가 고정되어 있었을 때에도, 잉글랜드와 프랑스의 르네상스 왕들은 광범위하게 여행했으며, 많은 왕실 성을 유지했고, 또한 왕국의 대귀족들을 방문했다. 헨리 8세가 가장 자주 사용했던 거주지는 사실 런던 외곽에 있던 햄프턴코트궁이었다.
군주는 주요 궁전이나 유일한 궁전에 있을 때조차도 식당, 예배당, 개인 공간(휴식과 가족 생활을 위한 공간), 별도의 접견실, 회의실, 무도실, 정원, 법원, 극장과 다른 레크리에이션 시설 등 거주지의 다른 곳에서 많은 시간을 보내는 경우가 많았다.
오늘날 알현실은 가끔 열리는 대규모 의식에만 사용된다. 서류 작업은 사무실에서 이루어지며, 대부분의 손님은 응접실에서 맞이한다.

## 주목할 만한 사례
다음은 주목할 만한 알현실이다. 다른 것들은 어좌 문서에 나열되어 있다.

### 오스트리아

#### 호프부르크
한때 600년 이상 신성 로마 제국과 오스트리아 제국의 본거지였던 호프부르크 왕궁의 알현실은 이제 오스트리아 의회와 다른 국제 행사에 사용되는 회의 센터로 사용된다.

### 캐나다
웨스트민스터궁의 영국 상원 의회에서 많은 디자인 영향을 받은 센터 블록의 캐나다 상원 회의실은 상단에 세 개의 어좌를 포함하고 있다. 이 어좌들은 매년 열리는 의회 개회식에 사용되는데, 이는 캐나다 의회에 대한 왕실 알현의 한 형태로 볼 수 있으며, 따라서 상원 회의실은 왕실이 임석하는 알현실로 볼 수 있다.

### 중국

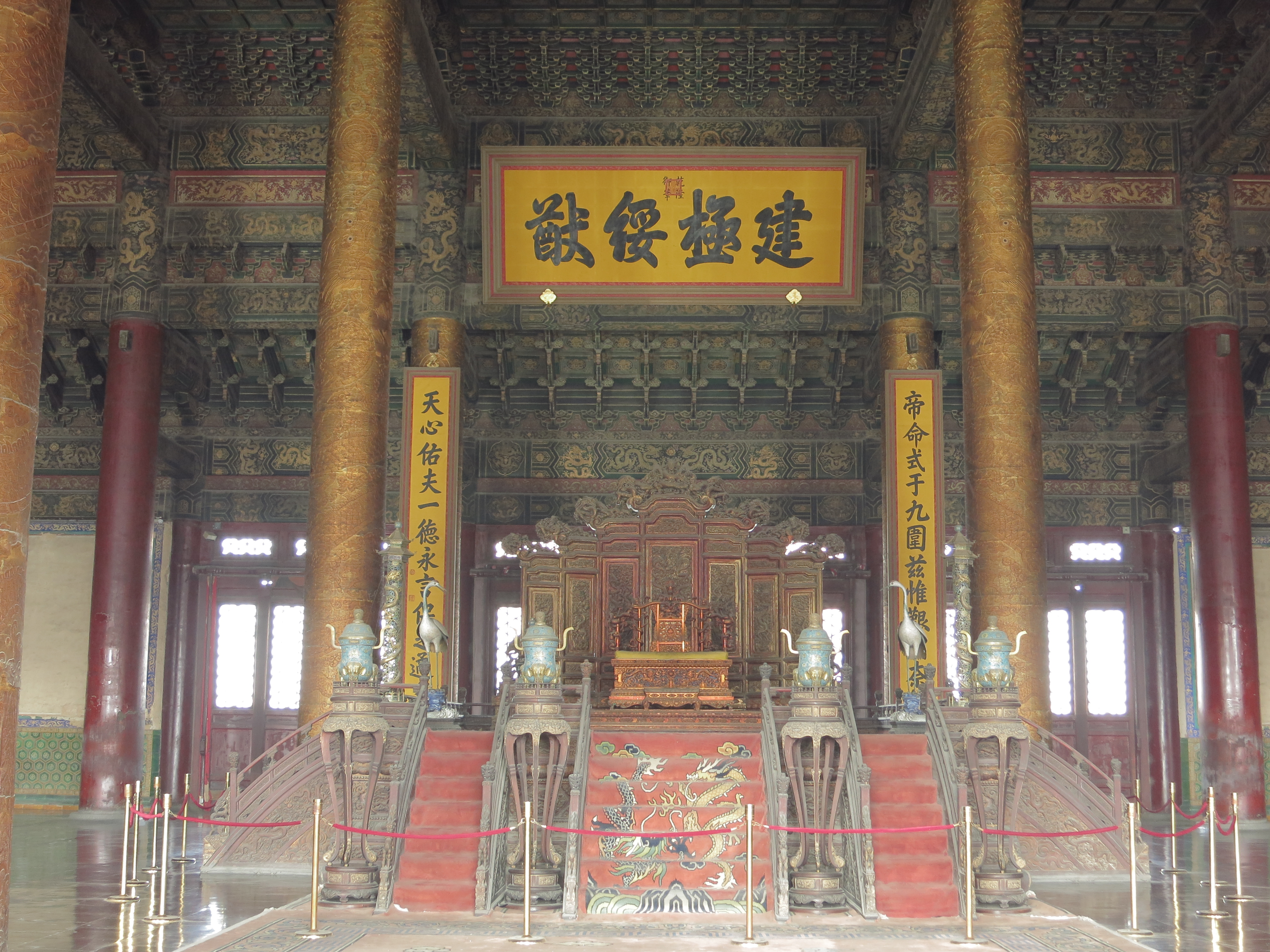
태화전에 있는 중국의 주요 황제 어좌

중국의 마지막 황궁인 자금성에서 주요 알현실은 외궁의 세 전당인 태화전, 중화전, 보화전이며, 이 중 태화전이 가장 중요했다.

### 덴마크

#### 로센보르그

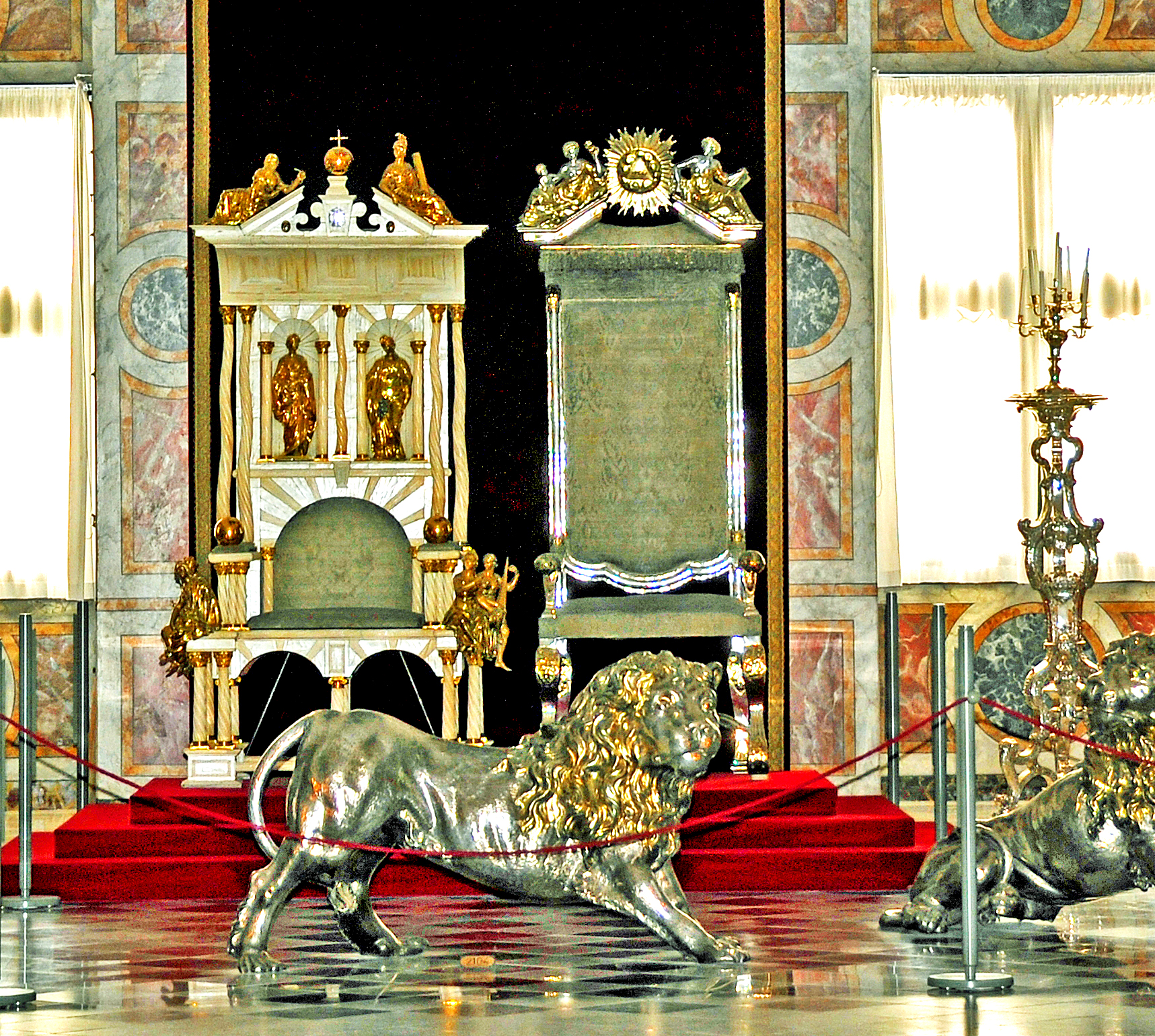
덴마크의 성유 어좌

코펜하겐의 로센보르성 (현재 박물관)에 있는 알현실의 어좌는 프레데리크 3세가 1663년경에 의뢰했으며, 1671년부터 1840년까지 덴마크의 절대군주들이 도유식에 사용했다. 이는 아마도 벤딕스 그로드스칠링이 만들었을 것이다. 이 어좌는 성경에 따르면 상아로 만들어졌고 각 계단에 사자 형상이 있는 여섯 계단이 있었다는 솔로몬 왕의 어좌에서 영감을 받았다. 재료로는 외뿔고래 이빨이 선택되었는데, 이는 덴마크 해역에서 발견되었고 유니콘과의 신화적 연관성 때문이었다. 12마리의 사자도 주문되었는데, 그 중 3마리는 은으로 만들어져 방에 보존되어 있다.

#### 크리스티안스보르
실제로 대사들을 접견하는 데 사용되는 알현실은 크리스티안스보르성에 있다.

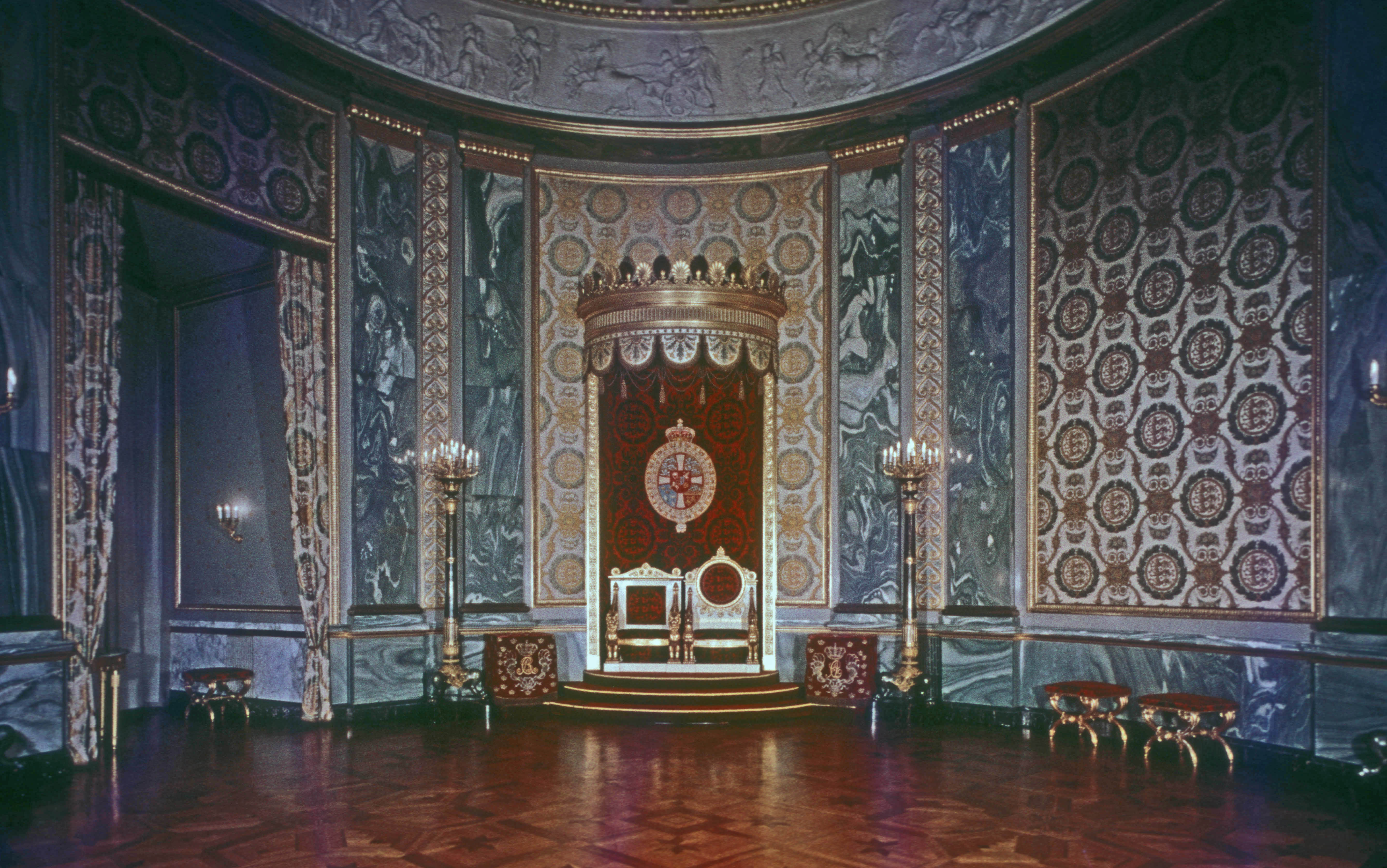
크리스티안스보르의 알현실은 외국 대사들이 국왕에게 신임장을 제정하는 곳이다.

### 프랑스

#### 베르사유
어좌는 루이 14세가 의뢰하여 1789년까지 사용되었다. 1837년, 베르사유궁은 국립 박물관이 되었다. 더 큰 베르사유궁 박물관의 일부로서 이 방은 일반에 공개되어 있다. 비교: 리 드 쥐스티스.

#### 퐁텐블로궁
베르사유보다 퐁텐블로를 선호했던 황제 나폴레옹 1세는 루이 15세의 침실을 황실 알현실로 개조했으며, 나폴레옹이 퇴위한 곳이 바로 이곳이었다. 이 궁전은 나폴레옹 3세가 마지막으로 사용했으며, 프랑스 제2제국의 붕괴 후 1871년에 국립 기념물로 지정되었다.

### 모나코: 공작궁
700년 이상 그리말디가가 모나코를 통치해왔으며, 16세기 이래로 수많은 역사적인 축제와 의식이 이 알현실에서 열렸다. 또한 모나코 공실의 대부분의 시민 결혼식이 이곳에서 이루어지며, 이후 다른 곳에서 종교 예식을 거행한다.

### 독일

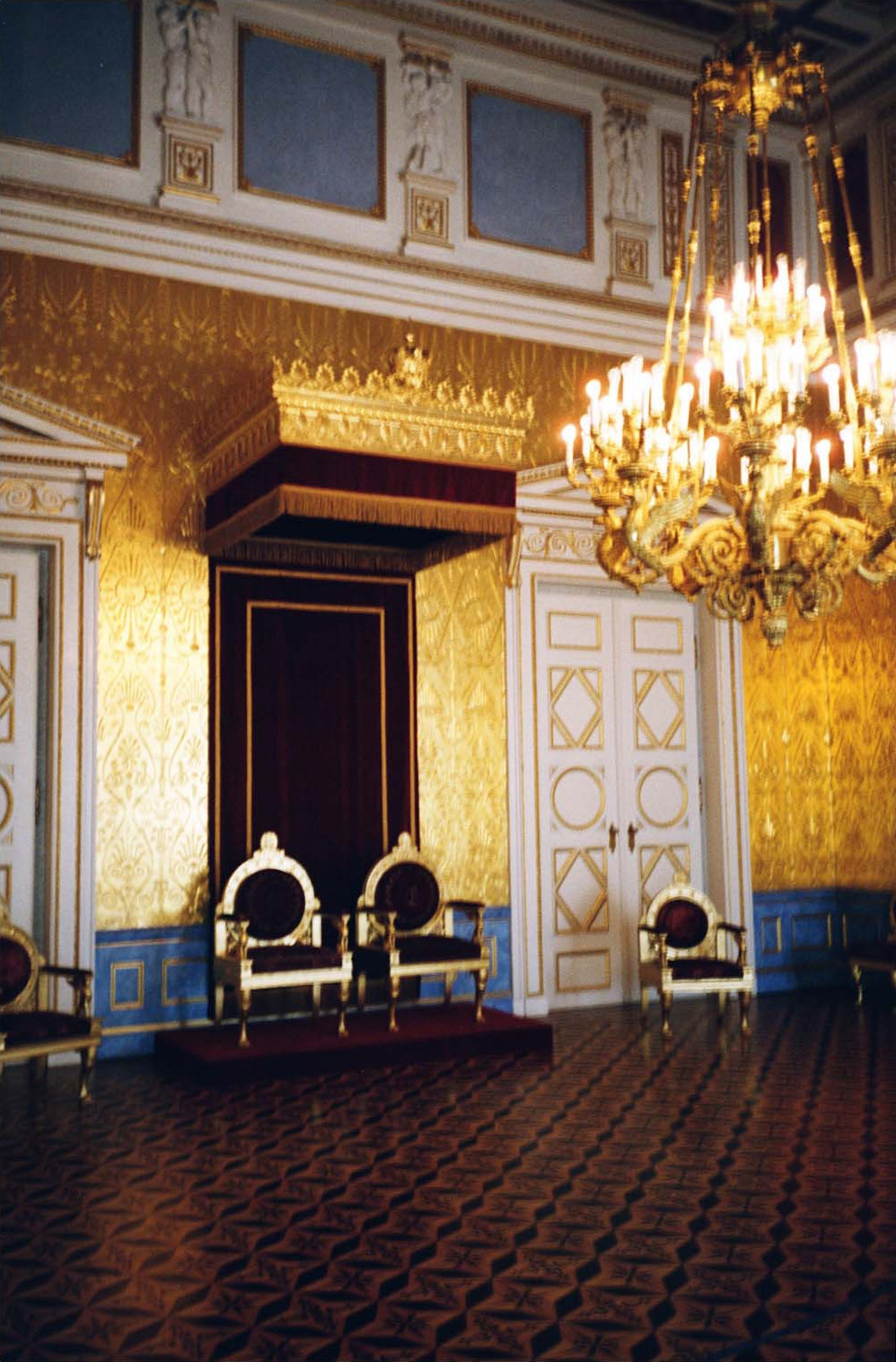
뮌헨 레지덴츠의 국왕과 왕비의 어좌, 바이에른주

#### 뮌헨 레지덴츠
바이에른주의 비텔스바흐 왕가 군주들의 레지덴츠에는 한 개의 연회장이 있었는데, 이곳은 이전의 알현실이었지만 제2차 세계 대전 중 뮌헨 폭격으로 완전히 파괴되었다. 현재는 재건되어 다시 방문할 수 있으며, (더 작은) 알현실은 19세기 고전주의 양식으로 재건되었다. 한때는 연단 위에 코린트식 기둥 사이로 비텔스바흐 왕가의 12명의 통치자들의 청동상이 서 있었다. 이들은 수세기 동안 바이에른의 존경받는 군주들이었다.

#### 노이슈반슈타인
이 아름답고 꿈같은 성, 노이슈반슈타인의 알현실에는 어좌가 없다는 점에 유의해야 한다. 그 이유는 의뢰자인 루트비히 2세가 노이슈반슈타인의 완공을 보지 못했기 때문에 어좌가 설치되지 않았기 때문이다.

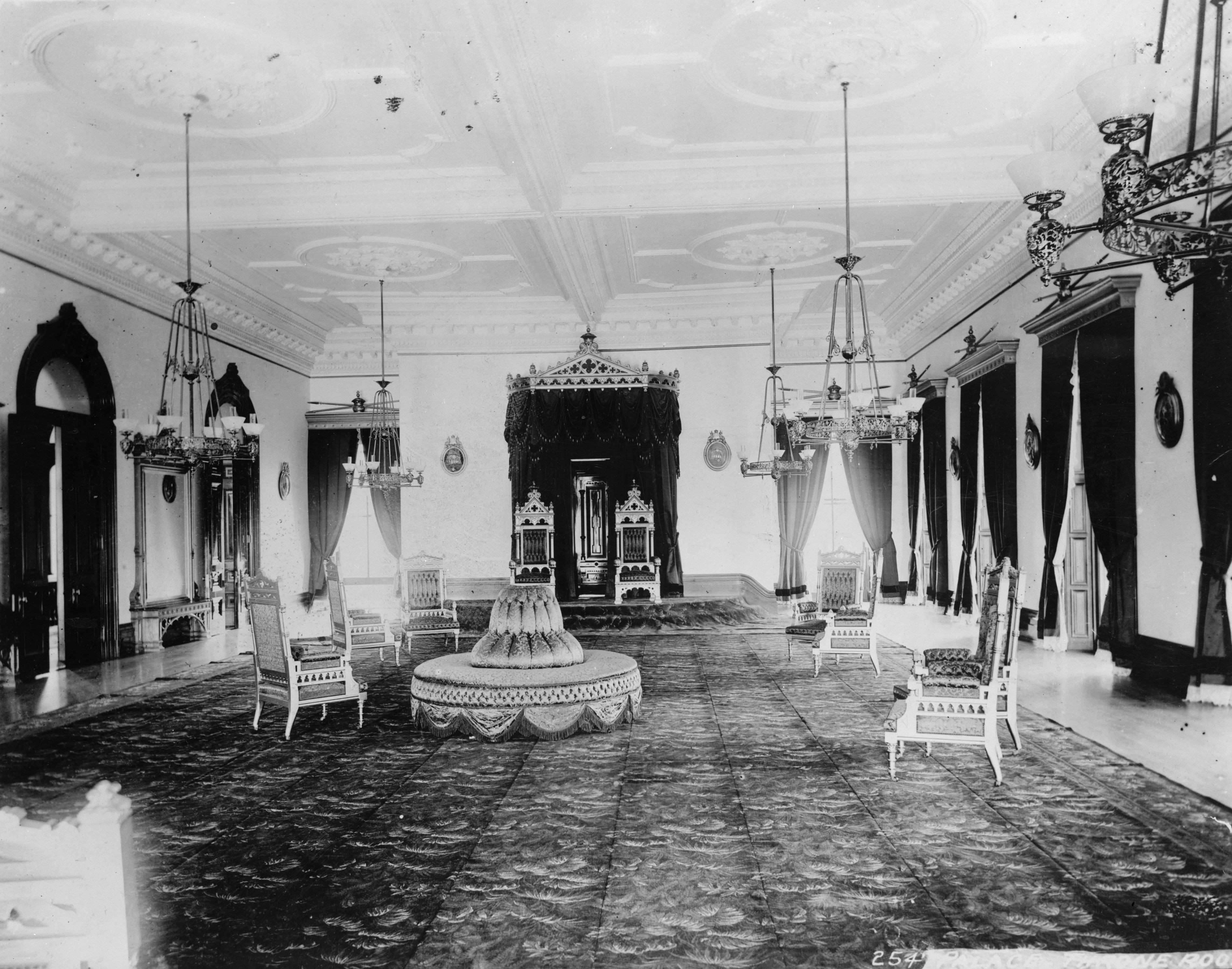
이올라니궁 알현실

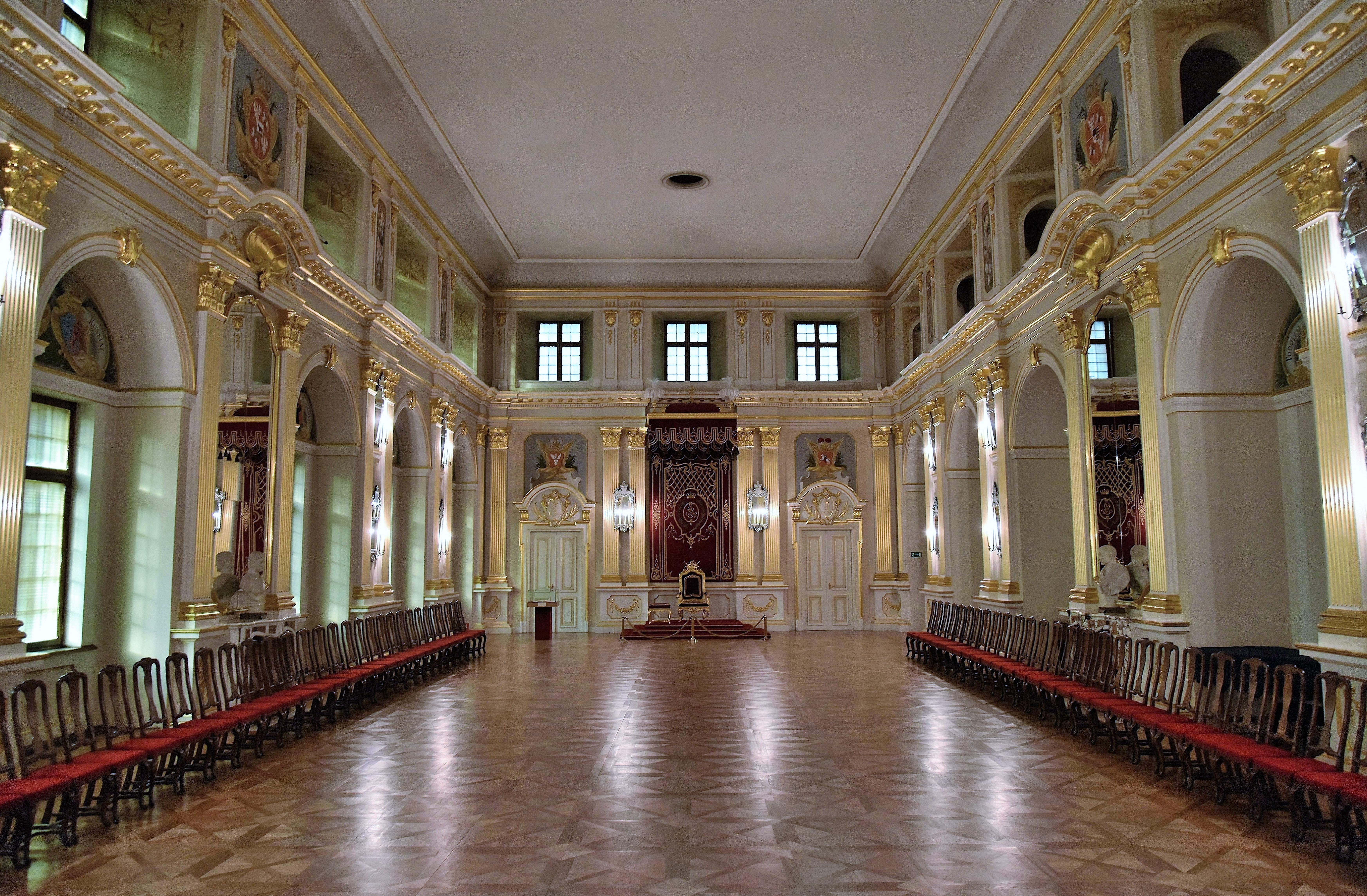
바르샤바 왕궁의 상원 의원실, 폴란드

### 하와이

#### 이올라니궁
이올라니궁의 알현실은 칼라카우아 국왕과 그의 아내 카피올라니 왕비, 그리고 그의 후계자인 릴리우오칼라니 여왕이 사용했다. 칼라카우아와 그의 아내는 실제로 어좌에 앉는 것을 싫어했으며, 손님을 접견할 때 어좌 앞에 서 있는 것을 선호했다. 칼라카우아 국왕은 공식 접견, 외교 리셉션, 국가 무도회를 개최하여 왕족과 외교관부터 작가, 연예인, 운동선수에 이르기까지 각계각층의 손님들을 접대했다. 그녀가 폐위된 후, 릴리우오칼라니 여왕의 재판도 이 방에서 열렸으며, 그녀는 유죄 판결을 받고 하와이 공화국에 의해 궁전에 감금되었다. 알현실은 궁전의 다른 부분과 마찬가지로 일반에 공개되어 있다.

### 포르투갈

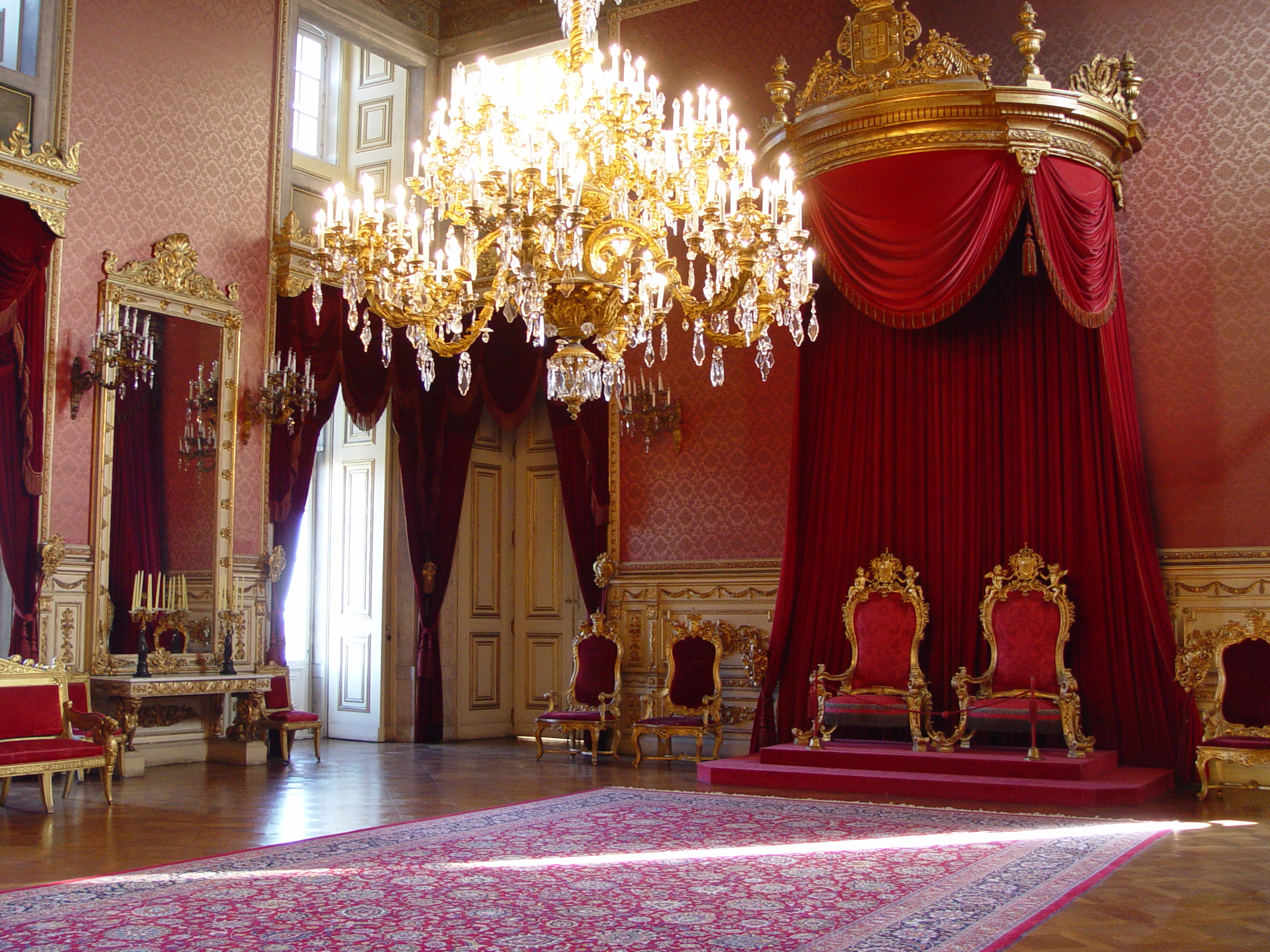
아주다 국립궁전 알현실

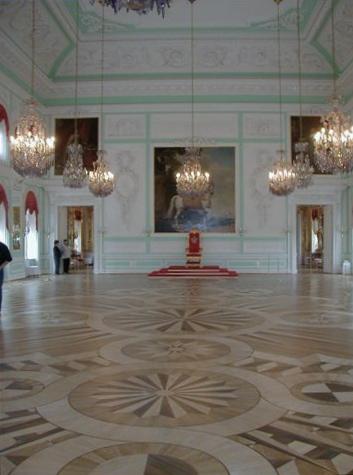
페테르고프궁의 대 알현실

#### 리스본 아주다 궁전
포르투갈의 알현실(포르투갈어: Sala do Trono)은 리스본의 아주다 국립궁전의 피아노 노빌레에 있다. 현재의 장식은 19세기의 것으로, 벽은 진홍색 벨벳으로 덮여 있고, 금으로 도금된 프랑스 거울과 귀한 나무 바닥에는 18세기의 거대한 타브리즈 카펫이 깔려 있다. 천장은 마시모 두스 레이스(Máximo dos Reis)의 알레고리 프레스코화와 거대한 크리스탈 샹들리에로 덮여 있다.
어좌는 18세기 후반 포르투갈 직물로 만들어졌으며, 상단에는 두 천사가 들고 있는 포르투갈 문장이 있다. 이 안락의자들은 주앙 5세를 위해 제작되었고 1755년 리스본 지진으로 파괴된 쥐스트-오렐 메소니에의 어좌를 대체하기 위해 만들어졌다. 이 어좌는 브라간사가의 문장 상징인 날개 달린 용과 두 우의적인 조각상인 유럽과 아메리카가 지탱하는 포르투갈의 문장을 특징으로 하는 금은박으로 만들어졌다.
알현실은 여전히 포르투갈 공화국의 국가 행사에 사용된다.

### 러시아

#### 페테르고프
러시아의 차르들이 사용했던 페테르고프궁의 연단과 어좌는 동쪽 벽을 지배하며, 말을 탄 예카테리나 2세를 그린 큰 그림이 걸려 있다. 이 방에는 또한 수많은 유화와 11개의 샹들리에가 있다.

#### 겨울궁전
러시아의 어좌로 여겨지는 성 조지 홀 (또는 대 알현실)의 어좌는 7단계 단상 위에 놓여 있으며, 위에는 프로시니엄 아치가 있고 뒤에는 황실의 상징인 쌍두독수리가 있다.
표트르 1세의 방 (작은 알현실)은 전자에 비해 소박하다. 어좌는 안나 이바노브나 여제를 위해 런던에서 만들어졌으며, 뒤편의 그림은 표트르 1세가 미네르바와 함께 있는 모습을 보여준다.

### 스페인

#### 마드리드 왕궁

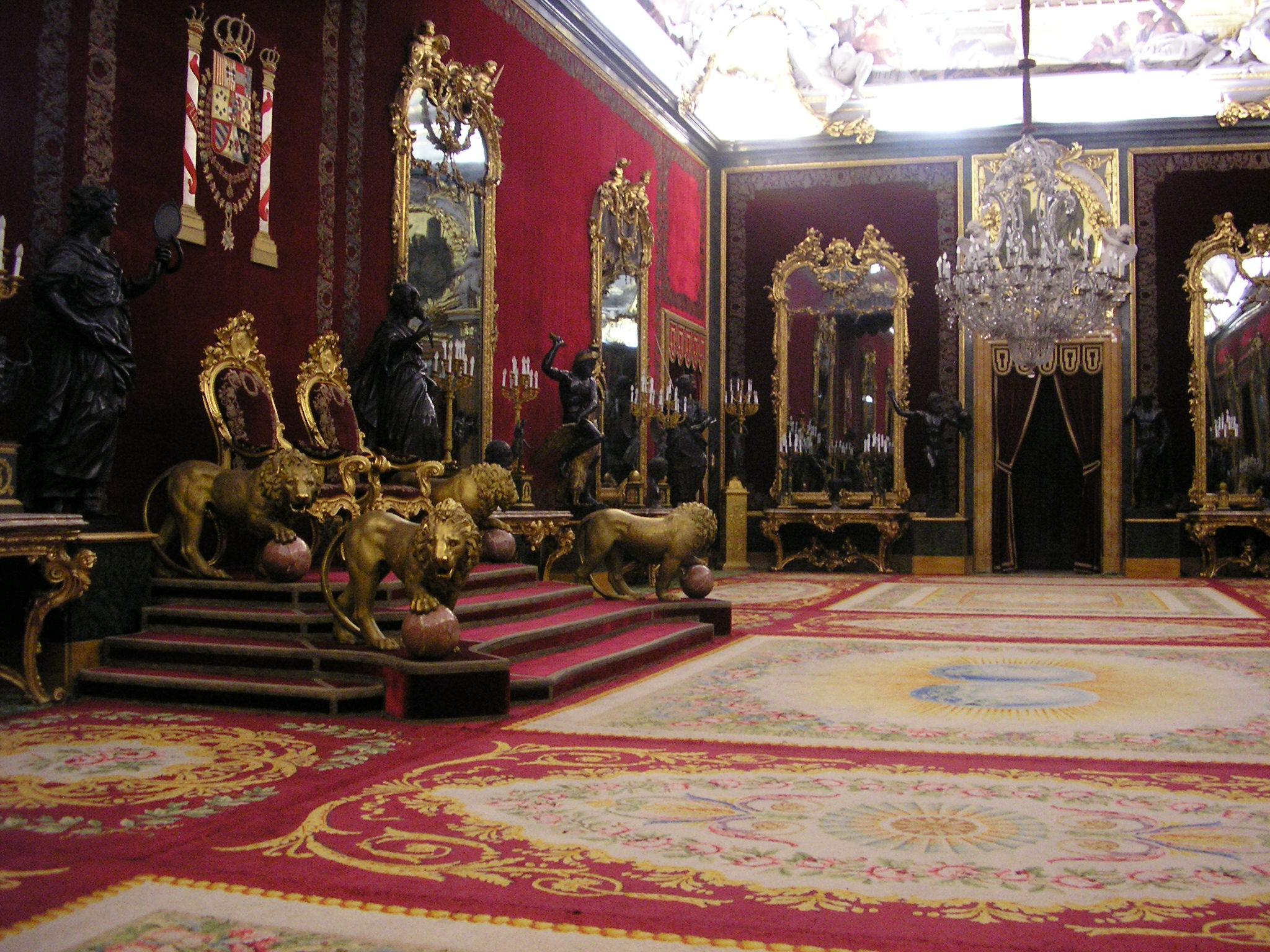
마드리드 왕궁 알현실, 카를로스 3세 재위 시 장식

마드리드 왕궁은 스페인의 군주의 관저였다. 알현실은 카를로스 3세 시대의 원래 장식을 그대로 유지하고 있어 독특하다. 화려한 방은 진홍색 벨벳 벽지로 장식된 금 장식과 티에폴로의 천장화로 보완되며, 암석 수정 샹들리에로 조명된다. 방에는 라 그란하의 왕실 유리 공장에서 만든 거대한 거울이 장식되어 있다.
스페인 왕실은 궁전에 거주하지 않고 마드리드 외곽의 더 작고 소박한 궁전인 사르수엘라궁을 선택한다. 그러나 마드리드 왕궁은 여전히 스페인 군주의 공식 거주지이며 국가 행사에 사용된다.

### 스웨덴

#### 스톡홀름 궁전

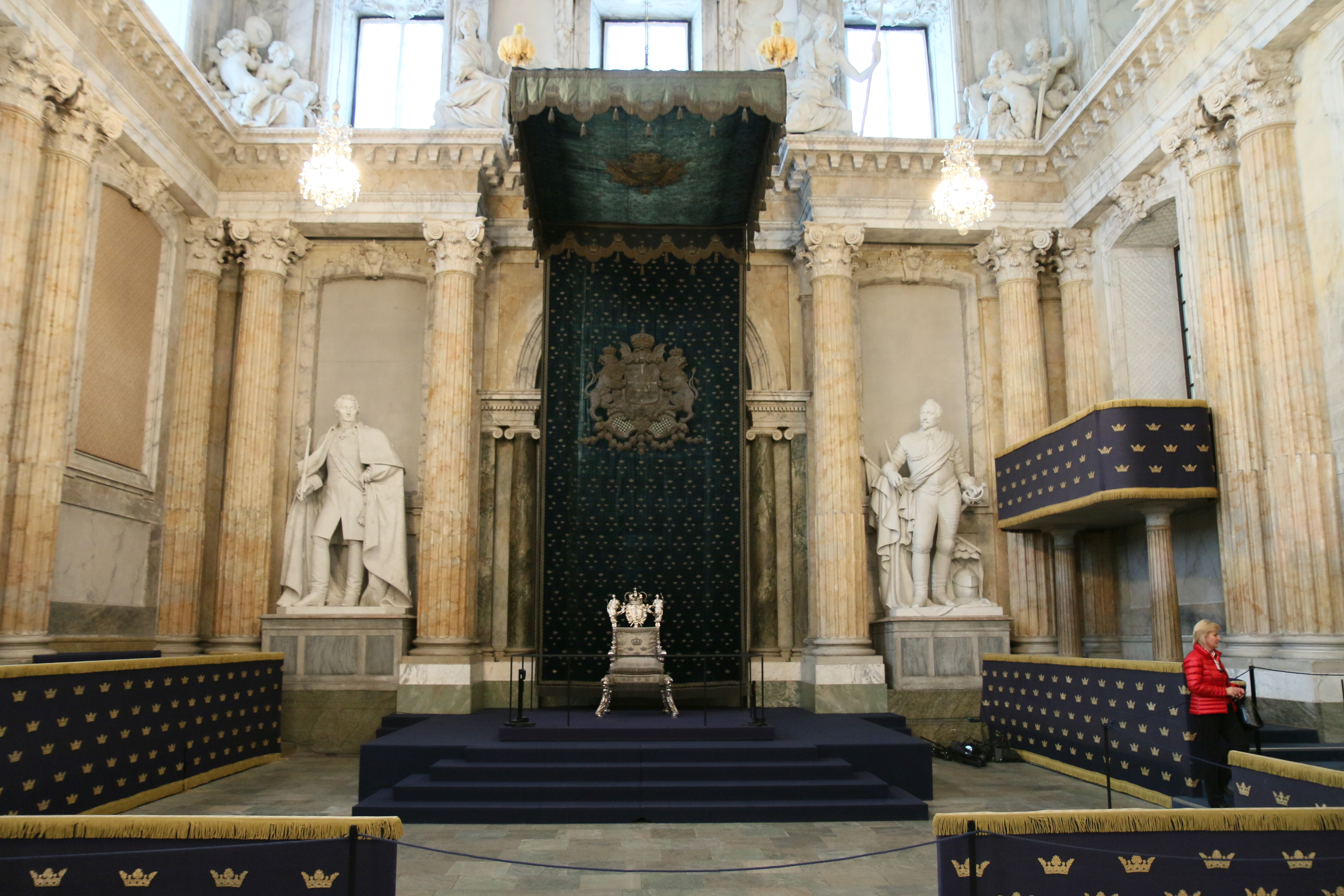
국가 홀에 있는 은왕좌.

스톡홀름 궁전의 국가 홀에 위치한 어좌는 은왕좌라고 불리며 1650년 크리스티나 여왕의 대관식을 위해 제작되었다. 현재 국왕인 칼 16세 구스타프가 1973년 즉위 시와 1974년 국회 개원식에서 마지막으로 사용했다.

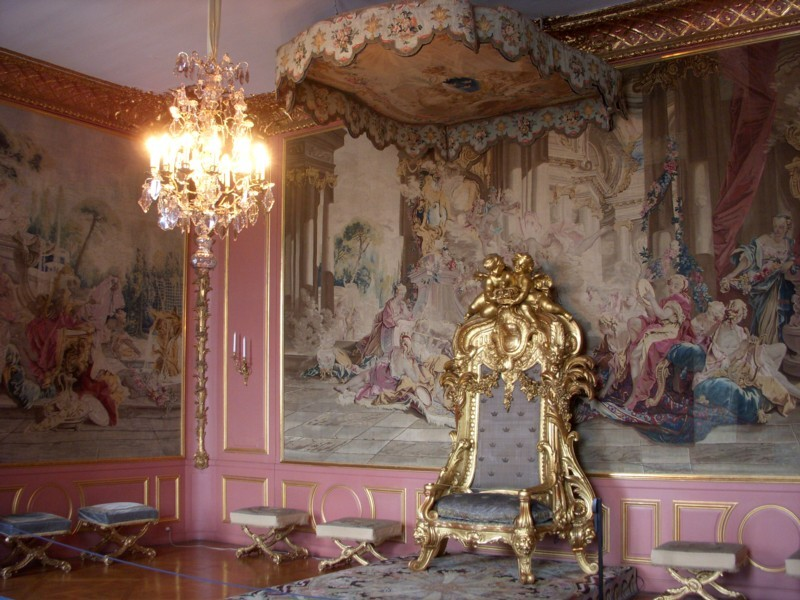
스톡홀름 궁전의 루이제 울리케 접견실에 있는 어좌.

아돌프 프레드리크 국왕과 루이제 울리케 왕비의 1750년 대관식을 위해 두 개의 대관식 어좌가 제작되었다. 두 어좌 모두 스톡홀름 궁전에 있으며, 하나는 루이제 울리케 접견실에 전시되어 있다.

### 영국
영국 군주들은 거의 항상 자신만의 개인 어좌를 제작했다. 1900년까지는 각 어좌가 군주의 통치 기간이 끝나면 다음 어좌를 위해 주어지거나 녹여지는 것이 일반적이었다. 1900년 이후의 어좌들은 보존되었다. 영국에 있는 어좌의 정확한 수는 알려져 있지 않지만, 최소한 5개 이상이다.
영국은 다른 나라들과 달리 한두 개의 어좌가 아니라 수많은 어좌를 가지고 있으며, 그 중 일부는 800년이 넘었다. 영국 군주의 대관식 중 기름 부음과 대관식에 사용되는 "어좌"는 성 에드워드의 의자 또는 성 에드워드 의자라고 불린다. 수백 년 된 이 의자는 보통 웨스트민스터 사원에 전시되어 있다.

#### 버킹엄궁
런던에 있는 영국 군주의 공식 거주지인 버킹엄궁의 알현실은 궁정 모임과 두 번째 무도회장으로 사용된다. 이 방은 '승리'의 날개 달린 인물 한 쌍이 화환을 들고 두 개의 왕좌 의자 위에 있는 프로시니엄 아치로 지배된다. 이 의자들은 원래 엘리자베스 2세의 1953년 대관식을 위해 제작되었으며, 찰스 3세와 카밀라 왕비의 2023년 대관식을 위해 개조되었고 새로운 국왕과 왕비의 문장이 수놓아져 있다.
특별한 경우, 군주는 알현실에서 충성 연설을 받는다. 알현실의 또 다른 용도는 공식 결혼 사진 촬영이었다. 알현실은 대사들의 도착에 보통 사용되지 않으며, 이는 보통 버킹엄궁의 대사관 방에서 이루어진다.
알현실이라는 이름의 방에 있는 왕좌 외에도, 버킹엄궁 무도회장에도 한 쌍의 왕좌가 있는데, 이는 궁전 내의 더 큰 다목적 홀이다. 무도회장은 영국의 영예 시스템에서 서임식에도 사용된다.
알현실에는 다른 왕좌들도 있다. 군주의 왕좌 오른편에는 빅토리아 여왕의 왕좌가 있고, 방 반대편에는 조지 6세와 엘리자베스 왕비의 왕좌 의자가 있다. 방에는 또한 두 개의 다른 왕좌도 있다.

#### 세인트제임스궁
1837년부터 버킹엄궁이 영국 군주의 주요 공식 거주지였지만, 세인트제임스궁은 영국 군주의 상급 궁전으로 남아 있다. 세인트제임스궁은 여전히 바쁜 업무 궁전으로 남아 있으며, 중요한 의례적 기능도 유지하고 있다. 이곳은 여전히 즉위 위원회가 새로운 군주를 선포하고 그들에게 필요한 선서를 받는 관례적인 장소이다. 이는 찰스 3세 즉위 시 마지막으로 목격되었다.
세인트제임스궁 알현실은 공식 행사에 사용된다. 예를 들어, 이 방에서 웨스트민스터 시의 시장과 시의원들은 국빈 방문하는 국가 원수에게 환영사를 올리는 것이 일반적이다.
버킹엄궁의 알현실에는 왕좌가 두 개 있어 하나는 현 통치 군주를 위한 것이고 다른 하나는 군주의 배우자를 위한 것이지만, 세인트제임스궁의 알현실에는 군주만을 위한 왕좌가 하나만 있다. 버킹엄궁의 경우와 마찬가지로, 왕좌는 천개 아래에 놓여 있다.
왕좌 뒤의 벨벳 천은 영국의 국장으로 지배된다.
이 방은 최근 [[윌리엄 왕자와 캐서린 미들턴의 결혼식#약혼 발표|웨일스 공 윌리엄과 웨일스 공비 캐서린의 약혼 발표]] 장소였으며, 2022년 9월에는 즉위 위원회가 회의를 열어 찰스 3세를 영국 국왕으로 선포했다.

#### 홀리루드하우스궁
에든버러에 있는 홀리루드하우스 궁전의 알현실은 1505년부터 스코틀랜드의 주요 왕실 거주지였는데, 원래는 왕의 근위병 방이었으나 1822년 조지 4세의 방문 이후 알현실로 사용되었다. 현재의 두 어좌는 조지 5세와 테크의 메리를 위해 1911년에 제작되었으며, 스코틀랜드 왕실 문장 아래 단상에 놓여 있다. 2022년 9월 밸모럴성에서 엘리자베스 2세가 서거한 후, 그녀의 관은 궁전으로 운구되어 알현실에 안치된 다음 세인트 자일스 대성당으로 행렬을 지어 옮겨졌다.

#### 웨스트민스터궁
웨스트민스터궁의 주요 목적과 명성은 영국 의회의 소재지이지만, 공식적으로는 왕실 거주지이기도 하다. 궁전에는 그 자체로 알현실이 없지만, 상원 회의실에는 상단에 어좌가 있으며, 군주가 의회 개회식에서 의회에 연설할 때 사용하며, 이는 사실상 회의실을 알현실의 일종으로 만든다.
상원 의원 및 관리들은 회의실을 가로지를 때 어좌를 향해 절한다.
웨스트민스터궁에는 또한 옷 갈아입는 방에 천개 아래 두 번째 어좌가 있는데, 이 방은 (의회 양원 중 어느 곳도 아닌) 왕실의 권한 아래 있으며, 대시종관의 지휘를 받으며, 군주가 의회 개원식 전후에 옷을 갈아입을 때 사용된다.

#### 윈저성
윈저성에는 가터 알현실이라는 알현실이 있는데, 이곳에서 매년 가터 훈장 회의가 열리며, 필요한 경우 새로운 기사 및 숙녀의 서임식도 포함된다. 이 방에는 모든 가터 기사 및 숙녀를 위한 두 줄의 의자가 있으며, 상단에는 군주의 어좌가 있다. 가터 알현실에 있는 현재의 어좌는 엘리자베스 2세의 또 다른 개인 어좌이지만, 때로는 빅토리아 여왕에게 선물된 인도 어좌가 사용되기도 한다.

#### 구어체 사용
영국 영어에서 "throne room"은 "화장실"의 완곡어법으로도 사용된다.

### 아일랜드

#### 더블린성

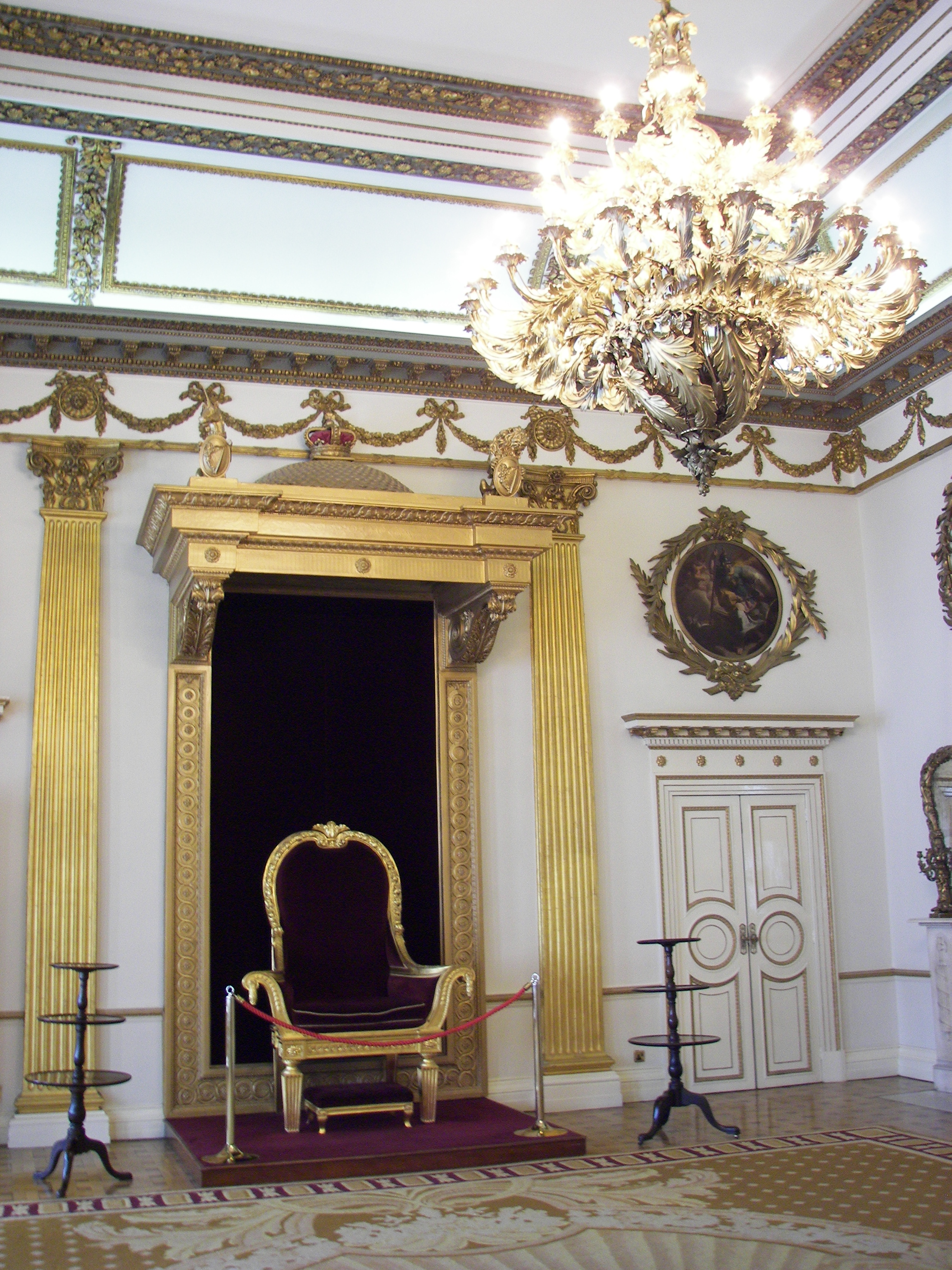
아일랜드 더블린성 알현실

국무청에 위치한 더블린성의 알현실은 아일랜드가 영국 연합 왕국의 일부였던 시기부터 그대로 보존되어 있으며, 당시 아일랜드 총독과 영국에서 방문하는 군주들이 성에서 열리는 중요한 의식에 이 방을 사용했다. 여기에는 5년마다 새로운 총독을 임명하는 것, 성 파트리치오의 날을 앞두고 열리는 성 시즌 동안 총독에게 데뷔탕트들을 소개하는 것, 그리고 아일랜드를 공식 방문하는 군주들에게 신하들을 소개하는 것이 포함되었다. 어좌 천개는 18세기 후반으로 거슬러 올라가고, 어좌는 1821년 조지 4세의 아일랜드 방문을 위해 제작되었으며, 1911년 조지 5세가 마지막으로 사용했다. 알현실은 더 이상 현대 국가 의례에서 어떠한 역할도 하지 않는다. 그러나 더블린성은 여전히 이와 관련하여 중요한 역할을 하며, 7년마다 아일랜드 대통령의 취임식이 열리는 장소로 사용된다. 이는 알현실과 거의 인접한 곳에 위치한 훨씬 크고 웅장한 성 패트릭 홀에서 이루어지며, 이곳은 18세기 부왕 궁정의 무도회장이었다.

### 말레이시아
말레이시아의 국가 원수인 양 디페르투안 아공 (일반적으로 "국왕"으로 번역됨)은 9개의 세습 국가의 9개 왕가 중에서 5년마다 교체되는 직위이다. 각 왕가에는 개별 국가를 위한 별도의 궁전과 알현실이 있으며, 국왕은 이스타나 네가라 (국립 궁전)에 거주한다. 이 궁전과 옛 궁전 모두 발라이 롱 세리 (왕실 알현실)라고 불리는 알현실을 가지고 있었으며, 국왕의 즉위식을 포함한 여러 국가 의식이 이곳에서 열린다.